# 山本弘 (作家)
山本 弘（やまもと ひろし、1956年 - 2024年3月29日）は、日本のSF作家、ファンタジー作家、ゲームデザイナー、漫画原作者、アンソロジー編集者など、幅広い分野で活動。オカルトなどを扱う「トンデモ本」を研究する「と学会」初代会長をつとめ、トンデモ本ブームの先駆者でもある。「山本 弘」はペンネームで、本名は「山本 浩」（読みは同じ）。日本SF作家クラブ元会員。日本推理作家協会会員。
1956年に京都府で生まれ、1978年に「スタンピード！」で奇想天外SF新人賞佳作を受賞、1988年に「ラプラスの魔」で本格的に小説家デビュー。1987年にゲーム創作集団「グループSNE」の一員として、RPG『ソード・ワールド』の立ち上げに参画、「サーラの冒険」シリーズなど「ソード・ワールド」を題材とした小説の執筆、テーブルトークRPG『ガープス』から派生した『妖魔夜行』『百鬼夜翔』シリーズの小説版を手がけた。
2011年「去年はいい年になるだろう」で第42回星雲賞（日本長編部門）を、2016年には「多々良島ふたたび」で第47回星雲賞（日本短編部門）を受賞。代表作に、第28回吉川英治文学新人賞ほか複数の賞の候補となった『アイの物語』、『神は沈黙せず』『MM9』『僕の光輝く世界』『トンデモ本の世界』などがある。

## 小説・SF関連
1956年、京都府生まれ。最終学歴は京都市立洛陽工業高等学校電子科卒業。学生時代に創作中心のSFファングループ「星群の会」に参加。
こどもの頃から作家になりたいという夢を持っていて、小学生、中学生の頃は大学ノートに鉛筆で小説を書きまくっていた。アマチュア時代の1976年、SFファングループ「ネオ・ヌル」を主宰していた筒井康隆から「『シルフィラ症候群』を載せてみないか」と声を掛けられ参加、SF同人誌『NULL』にてこの短編小説を公表、以後、3年間執筆活動する。またSF同人誌『星群』にも投稿した。のちに改稿され商業誌に発表された「シュレディンガーのチョコパフェ」は、最初『星群』のオリジナル・アンソロジーに発表されたものである。同作により、1986年にSFファンジン大賞・創作部門を受賞。
1978年、第1回奇想天外SF新人賞佳作を受賞した「スタンピード!」でデビュー。このとき同時に佳作を受賞した作家に新井素子がいる。処女長編は1988年出版の『ラプラスの魔』（角川文庫より刊行）。
安田均をブレイン役として、水野良らとSFゲームサークル「シンタックスエラー」を結成。のちにゲームデザイナー集団グループSNEに発展する。
グループSNEでは、SF、ファンタジー小説を手がけ、後、グループSNE社友。1990年代の著作の大半はライトノベルの長短編で『ソード・ワールド』シリーズ（富士見ファンタジア文庫）および『妖魔夜行』・『百鬼夜翔』シリーズ（角川スニーカー文庫）の主要著者グループの一人である。ソード・ワールドにおいては西部諸国、『妖魔夜行』シリーズでは世界観の基本設定を担当し、森崎摩耶、穂月湧を主人公としたシリーズを執筆している。
1993年、同人誌『超絶図書館』によりSFファンジン大賞エディトリアルワーク部門を受賞した。
ライトノベルSFの分野では『時の果てのフェブラリー』などの作品があり、この分野においては、野尻抱介らとともにハードSF志向が強い作家のひとりである。「SFの本質はバカ（バカバカしさ&真剣さ）である」というスタンスを表明しており、現実にはありえない発想に科学考証を加えるというセンス・オブ・ワンダーを重視している。
ライトノベル分野以外では、2003年以降SF作品を精力的に発表し、正統派のSF作家としての評価を急速に高めた。2004年の長編『神は沈黙せず』は第25回日本SF大賞候補作に、2005年の短編「メデューサの呪文」はSFマガジン読者賞に選ばれた。2006年の連作短編集『アイの物語』は第28回吉川英治文学新人賞候補になり、英語版も刊行されている。2007年の連作長編『MM9』は第29回日本SF大賞候補になり、さらに『SFが読みたい!』のベストSF国内篇の第2位となった。同作もアメリカの出版社ビズメディアから英語版が刊行された。『MM9』は2010年にテレビドラマ化された。2011年、『去年はいい年になるだろう』で第42回星雲賞日本長編部門（小説）を受賞。2016年に「多々良島ふたたび」で同賞日本短編部門賞を受賞した。2015年には『僕の光輝く世界』が本格ミステリ大賞の候補に選ばれた。
「主人公は世界の本当の姿を知らない」「現実は見た目どおりではない」というスタンスの作品を示す「パラノイアSF」という概念をたびたび提唱している。
2025年、第45回日本SF大賞功績賞を受賞。

## と学会・トンデモ関連
本職はSF作家であるが、トンデモ本を楽しむ集団「と学会」の初代会長としてもよく知られている。
と学会名義では『トンデモ本の世界』や『トンデモ超常現象99の真相』などに執筆しており、その他のオカルト関係の書籍、雑誌、ムックにもよく寄稿している。ノストラダムス、UFO、ゲーム脳などといった疑似科学、オカルトに関するコメントを発表するなど、マスコミでの活動もしている。1997年以降は何度かテレビ番組にも出演しており、2005年には『奇跡体験!アンビリバボー』にも出演し、超能力実験の審査員を務めた。
これらの超常現象や陰謀論などを扱ったテレビ番組、雑誌などに関連してマスメディアの姿勢について言及することも多い。マスメディアは人の手によるものであるため、時には誤った内容を伝えたり編集や構成によって取材内容の改竄をおこなうことが可能であり、場合によっては演出や脚本におけるヤラセや捏造もありうる、として実際に活字や映像として出される情報が全てではないこと、また必ずしも事実とは限らないことをたびたび指摘しメディア・リテラシーの必要性を唱えている。
また『トンデモ本の世界R』では従来の疑似科学や陰謀論の他に週刊金曜日の『買ってはいけない』や漫画家小林よしのりの『戦争論』をトンデモ本として取り上げたことで一部より政治的な立場を取り沙汰されたが、自称ノンポリである。
この件について山本は「左派的色彩の強い『週刊金曜日』と右派的色彩の強い『ゴーマニズム宣言』を並べる事で「ウヨクだ」とか「サヨクだ」とかいう誤解を避ける意図があった」としている。
以前より『ニフティサーブ』などで歴史修正主義への嫌悪を隠さず、そうした傾向を持つ本をトンデモ本として取り上げており、1995年のマルコポーロ事件においては、西岡昌紀を宝島30において厳しく批判した。また2003年に出版したSF小説『神は沈黙せず』において南京大虐殺や南京大虐殺論争を取り上げ、作中人物が南京大虐殺否定論（及び中国の南京大虐殺の被害者三十万人説）を批判する描写があった。これによりネット上では賛否両論の議論が繰り広げられ、その後自らこれを解説するサイトを作成している。
2002年には特撮・アニメ・マンガ等の「設定の非科学性」を科学的に検証したとしてベストセラーになった『空想科学読本』シリーズ及び柳田理科雄をデタラメとして痛烈に批判した本『こんなにヘンだぞ!「空想科学読本」』をと学会会長名義で出版している。
地球温暖化懐疑論への批判も行なっている。また、ASIOS（超常現象懐疑的調査のための会）の会員でもある。
東京都青少年の健全な育成に関する条例により非実在青少年の性的描写や暴力的な描写を規制することには強く反対しており、表現の自由や言論の自由を強く尊重すべきとしているが、ヘイトスピーチ規制法案には賛成しており、例えば「非処女の女性は中古品」とネット上に書き込んだ人に対しても、積極的に検挙して取り締まるべきであると主張している。
在日特権を許さない市民の会ならびにネット右翼の主張も、デマや捏造が多く含まれている上に「表現の自由の範疇に含まれない悪質な差別行為をしている」として問題視している。2013年ごろからは安田浩一と共に批判することが多い。また、日本では在日韓国・朝鮮人が犯罪を行った際に通名報道されることが少なくないが、山本は通名報道を批判する人間は差別主義者であるとの発言もしている。2011年のフジテレビ抗議デモにも全面否定的であり、この見解については、山本も所属するASIOSの客員で元副会長である若島利和と激しく対立した。
なお、唐沢俊一の盗作問題に関して、唐沢を擁護する発言を行ったとして藤岡真から厳しい批判を受けている。
2014年4月11日にと学会の活動から引退した。

## ゲーム関連
グループSNEの創立メンバーの一人であり、SNE時代にはコンピュータゲームやテーブルトークRPGの開発にも関わっている。1998年にグループSNEより独立。それ以降は小説・評論を中心に活動しており、ソード・ワールドRPGに関しても『サーラの冒険』シリーズに属する小説の執筆などしか行っていない。ただし、山本の初デザインといえるTRPGが商業出版で初めて発表されてもいる。2006年7月20日発売の『Role&Roll』誌において『サーラの冒険』シリーズの後日談的リプレイ『絶対危険チルドレン』のゲームマスター（GM）を務め、『猫の街の冒険』シリーズで復帰した清松みゆきに続いてGM復帰を果たしている。
テーブルトークRPG『ソード・ワールドRPG』関連での業績も多く、1980年代末から1990年代前半にかけて『月刊ドラゴンマガジン』誌においてリプレイ第1部、リプレイ第2部を連載。水野良の小説『ロードス島戦記』の原型となった『コンプティーク』誌上のテーブル・トークRPGリプレイ（第一部）において、エルフのディードリットのプレイヤーを務めた。その後『ソード・ワールドRPGリプレイ第1部』、『ソード・ワールドRPGリプレイ第2部』、『フォーセリア・ガゼット』『ソード・ワールドRPGアドベンチャー』『ソード・ワールドRPGシアター』西部諸国ワールドガイドといった企画記事を連載した。リプレイ、アドベンチャー、シアターについてはそれぞれの頁を参照。

### フォーセリア・ガゼット
『フォーセリア・ガゼット』は西部諸国で発生した事件を読者が新聞記事の形式で投稿するという企画であり、ここで登場した『最強魔獣』事件は『ソードワールドRPGアドベンチャー』に組み込まれている。同じく『無口王の杖』事件も『アドベンチャー』に組み込まれる予定であったが、『最強魔獣』事件があまりにも急激に展開し、またスケールが大きくなったためか実現せずに終わった。
同コーナーのイラストレーターは天野喜孝、佐々木亮が務めた。

## その他
本職ではないが漫画やイラストも描く。単行本などでまとまったものはないが『ウォーロック』誌では漫画の連載もあった。リプレイのあとがきや小説中の図解イラストなど、自分の著書で挿絵・デザインの一部を手がけることもある。
年齢は自称「心はいつも15歳」。雑誌『ファンロード』の常連投稿者でもあり、『リアルタイプメタルダー こいつはダサいぜ』などの投稿で読者を沸かせた。山本のキャラも作られ、これを利用した『スーパー邪悪獣ジュウゴサイダー』など他の投稿者の投稿でネタにされることもあった。またファンロードには山本に関して、内容的にはたわいもないながら暴露系の投稿が明らかに山本の同僚等の身近と推測される人物からされたこともある。また山本自身が暴露系の投稿をしたこともある。
また、いわゆる「ロリコン」であることをしばしば自著で公言している。角川スニーカー文庫版『時の果てのフェブラリー』（本編中にもややきわどい描写や発言が入っているが）のあとがきにも東京・埼玉連続幼女誘拐殺人事件の記憶も生々しい時点で挑発的なコメントを残している（このあとがき自体がフォーマルな敬体・SF調の常体・おちゃらけの会話体（?）という3種類のあとがきを併記して「自分によっていいあとがきを選んでください」という実験作となっており、最後の会話体のあとがき中にこのコメントが出てくる）。『トンデモ本の世界T』のあとがきにおいても自身がロリコンであると述べたうえで、違法行為や迷惑行為などを行わず単にそのような嗜好を持つに過ぎない大多数の「ロリコン」をも犯罪者扱いする世間の風潮を非難する発言を行い、ネットその他で話題となった。
JGC1997のソード・ワールドイベント『西部諸国のつくりかた』においては『人を感動させるのは簡単、怖がらせることは難しい、人を笑わせることが最も難しい』と発言、また『ギャラクシー・トリッパー美葉』第2巻のあとがきにも浦沢義雄のテイストに挑戦したという趣旨の記述があり、『笑い』『楽しさ』を重視する姿勢を見せる。
「女ターザン映画」の愛好家であり、『映画秘宝』誌に関連する文章を寄稿。また、MADテープ、MADムービー等も愛好しており、雑誌誌上で『仮面ライダーV3』のOPの歌詞を入れ替えたMADを実際に歌詞を表記して紹介した。同誌上では「もりもり力が抜けてくる」と『超合体魔術ロボ ギンガイザー』の最終回に関する批評も行った。関連して初音ミク関連の音楽、映像も愛好している。
石化・凍結（本人の表現によると「固め系」）フェチである事を明言しており、しばしば作中にもそのようなシーンを描写し、そういった嗜好のサイトの掲示板にも出入りしていた。
唐沢俊一および彼の劇団仲間、と学会の有志により『と学会会長 山本ひろし物語』の映像が2008年に製作され、と学会の会合にて公開された。その後、自主制作盤のDVDとして製品化され、と学会のイベントにて販売されている。役者が山本弘を演じ、モテモテの人気者ではあるがオカルトの一切を極度に否定する事によって女性が離れていくという内容の自虐的なコメディである。

## 晩年
2018年5月10日から9月4日まで脳梗塞で入院していたことを明らかにし、カクヨムにてリハビリを兼ねた闘病日記として執筆された。それは2020年9月22日の第93話で唐突に終わっている。
2020年4月時点でリハビリを続けるも、”いっこうに良くなる気配はなく、二桁の足し算すらろくにできない。『プロジェクトぴあの』のような高度な数学を駆使する作品は二度と書けないのです。”と綴っており、ハードSFに関しては実質的に断筆を宣言している。
2024年3月29日に誤嚥性肺炎により死去、68歳没。

## 作品リスト

### 小説（オリジナル）
- 時の果てのフェブラリー─赤方偏移世界─ （角川スニーカー文庫、1989年12月 ISBN 404460102X 改訂版 徳間デュアル文庫、2001年1月 ISBN 4199050353）創元SF文庫、2025年1月ISBN 978-4-48873708-5）
- ギャラクシー・トリッパー美葉 角川スニーカー文庫
  - 10万光年のエスケープ（1992年11月 ISBN 4044601062）
  - 空のかなたのユートピア（1994年6月 ISBN 4044601070）
  - 寄り道だらけのオデッセイ（1995年11月 ISBN 4044601097）
- ミラー・エイジ（グループSNEメンバーによるリレー小説） （角川書店、1998年6月 ISBN 4-04-788709-9）
  - 第1話 砂漠に消えた魔術師
  - 第7話 そして、蝶ははばたく
- 神は沈黙せず（角川書店、2003年10月 ISBN 4048734792）（角川文庫上下分冊、2006年11月。上：ISBN 978-4044601133 、下：ISBN 978-4044601140）
- 審判の日（角川書店、2004年8月 ISBN 4048735438 短編集）/【改題・文庫化】闇が落ちる前に、もう一度 角川文庫、2007年8月 ISBN 978-4044601157）
  - 闇が落ちる前に、もう一度（書き下ろし）
  - 時分割の地獄（SFマガジン2004年4月号)
  - 屋上にいるもの（書き下ろし）
  - 夜の顔（書き下ろし）
  - 審判の日（書き下ろし）
- まだ見ぬ冬の悲しみも （早川書房、2006年1月 ISBN 4152086998 短編集）/【改題・文庫化】シュレディンガーのチョコパフェ ハヤカワ文庫、2008年1月 ISBN 4150309140（「7%のテンムー」（SFマガジン2007年4月号）を追加）
  - 奥歯のスイッチを入れろ（書き下ろし）
  - バイオシップ・ハンター（SFアドベンチャー1990年8月号）
  - メデューサの呪文（SFマガジン2005年5月号）
  - まだ見ぬ冬の悲しみも（SFマガジン2005年9月号）
  - シュレディンガーのチョコパフェ（SFマガジン2005年2月号）
  - 闇からの衝動（ログアウト1995年6月号）
- アイの物語（角川書店、2006年5月 ISBN 4048736213）（角川文庫、2009年3月 ISBN 978-4044601164）[注 9]
- MM9シリーズ 
  - MM9 （東京創元社、2007年11月 ISBN 978-4488018122）（創元SF文庫、2010年6月 ISBN 978-4488737016）（iPad版も存在）
  - MM9―invasion― （東京創元社、2011年7月 ISBN 978-4488018139）（創元SF文庫、2014年5月 ISBN 978-4488737023）
  - トワイライト・テールズ （角川書店、2011年11月 ISBN 978-4041100592）（角川文庫、2015年11月 ISBN 9784041036181）
  - MM9―destruction― （東京創元社、2013年5月 ISBN 978-4488018160）（創元SF文庫、2014年7月 ISBN 978-4488737030）
- 詩羽のいる街 （角川書店、2008年9月 ISBN 978-4048738842）（角川文庫、2011年11月 ISBN 978-4041000199）
- C&Y 地球最強姉妹キャンディ（SF 児童文学シリーズ 角川書店 銀の匙シリーズ）
  - 大怪盗をやっつけろ! （2008年12月、ISBN 978-4048739160）
  - 夏休みは戦争へ行こう! （2010年2月、ISBN 978-4048740302）
- 地球移動作戦 （早川書房、2009年9月 ISBN 978-4152090683）（ハヤカワ文庫上下分冊、2011年5月。上：ISBN 978-4150310349 、下：ISBN 978-4150310356）
- 去年はいい年になるだろう （PHP研究所、2010年4月 ISBN 978-4569776637）（PHP文芸文庫上下分冊、2012年9月。上：ISBN 978-4569678870 、下：ISBN 978-4569678887）
- アリスへの決別 （ハヤカワ文庫JA、2010年8月 ISBN 978-4150310059 短編集）
  - アリスへの決別（うぶモード2010年4・5月号）
  - リトルガールふたたび（小説現代2009年8月号）
  - 七歩跳んだ男（『NOVA１』）
  - 地獄はここに（ファントム）
  - 地球から来た男（SFマガジン2010年2月号）
  - オルダーセンの世界（SFマガジン2010年7月号）
  - 夢幻潜航艇（書き下ろし）
- 名被害者・一条（仮名）の事件簿 （講談社ノベルス、2012年4月 ISBN 978-4-06-182819-3）
- UFOはもう来ない （PHP研究所、2012年12月 ISBN 978-4-569-80914-4）（PHP文芸文庫、2016年3月 ISBN 978-4-569-76524-2）
- 夏葉と宇宙へ三週間 (21世紀空想科学小説 8) （岩崎書店、2013年12月 ISBN 978-4265075089）
- 僕の光輝く世界（講談社、2014年4月 ISBN 978-4-0621-8846-3）（講談社文庫、2017年3月 ISBN 978-4062934930）[注 10]
- プロジェクトぴあの（2014年8月、PHP研究所 ISBN 978-456982026-2。[注 11]
- BISビブリオバトル部 東京創元社
  - 翼を持つ少女（2014年12月 ISBN 978-4488018207）（創元SF文庫上下分冊、2016年4月。上：ISBN 978-4488737047、下：ISBN 978-4488737054）
  - 幽霊なんて怖くない（2015年6月 ISBN 978-4488018214）（創元SF文庫、2017年2月 ISBN 978-4-488-73706-1）
  - 世界が終わる前に（2016年2月 ISBN 978-4488018238）（創元SF文庫、2019年1月 ISBN 978-4488737078）
  - 君の知らない方程式（2017年8月 ISBN 978-4488018245 ）
- 怪奇探偵リジー&クリスタル（KADOKAWA、2015年12月 ISBN 978-404103640-2）
- プラスチックの恋人（早川書房、2017年12月 ISBN 978-4152097361）
- チャリス・イン・ハザード シリーズ[27]
  - 魔島からの脱出 (2004年 成年向け同人)
  - 脅威の少女核爆弾 (2005年 成年向け同人)
  - ファイナル・オーバーヒート (2007年 成年向け同人)。
2019年 成人向け電子書籍[注 12]

### アンソロジー収録作品（オリジナル）
- 太陽を創った男（『ネオ・ヌルの時代 Part3』筒井康隆編 中公文庫 1985年 ISBN 4122012732）
- シルフィラ症候群（『ネオ・ヌルの時代 Part3』筒井康隆編 中公文庫 1985年 ISBN 4122012732）
- スキュラの恐怖（『ヘンダーズ・ルインの領主』 ホビージャパン 1991年12月）
- ピラムスの怪物（『ヘンダーズ・ルインの領主』 ホビージャパン 1991年12月）
- 密林の巨龍（『ドラゴン殺し』 メディアワークス、電撃文庫 1996年2月）
- 醜い道連れ（『モンスター・コレクション テイルズ』 富士見ドラゴンブック 2011年2月）
- A Summer's Melody（『Kizuna:Fiction for Japan』 2011年）
- リアリストたち（『SF JACK』角川書店 2013年2月 ISBN 978-4041103982）
- 大正航時機綺譚（たいしょうたいむましんきだん）（『NOVA10』大森望責任編集 河出文庫 2013年7月 ISBN 978-4-30941230-6）
- あきちゃった（『迷宮ヶ丘七丁目 虫が、ぶうん』日本児童文学者協会編 偕成社 2014年3月 ISBN 978-4-0353-9470-9）
- ぼくは脱出できたのか？（『タイムストーリー 1時間の物語』日本児童文学者協会編 偕成社 2015年3月）
- 廃都の怪神（『怪獣文藝の逆襲』東雅夫編 KADOKAWA 2015年3月）
- 多々良島ふたたび（『多々良島ふたたび ウルトラ怪獣アンソロジー』早川書房 2015年7月）
- 怪奇フラクタル男（『日本SFの臨界点［怪奇篇］ ちまみれ家族』伴名練編 ハヤカワ文庫JA 2020年7月）

### 単行本未収録作品（オリジナル）
- スタンピード！（『奇想天外』1978年3月号）
- ありえざる明日（『SFアドベンチャー』1991年4月号）
- 前世再生機（『小説CLUB』1999年6月号）
- 輝きの七日間（『SFマガジン』2011年4月号から2012年10月号にかけて連載。完結後2012年11月に単行本発売が予定されていたが直前に発売中止された。）
- 喪われた惑星の遺産（『SFマガジン』2011年8月号）

### 小説（ノベライズ）
- サイバーナイト シリーズ（グループSNEとの共著、角川スニーカー文庫）
  - サイバーナイト ドキュメント戦士たちの肖像（山本弘がイラストの一部を担当した） ISBN 4044601038
  - サイバーナイト 漂流・銀河中心星域（上・下） ISBN 4044601046 ISBN 4044601054
  - サイバーナイトII 地球帝国の野望 ISBN 4044601089
- ゴーストハンター シリーズ（原案 安田均）
  - ラプラスの魔 角川スニーカー文庫、1988年3月 ISBN 4044601011 （新装版 ISBN 4044601100）
  - パラケルススの魔剣（上・下） ログアウト冒険文庫 1994年2月 ISBN 4893661566、1994年10月 ISBN 4893662775
    - パラケルススの魔剣 謀略の鉤十字（上巻の新装版 角川スニーカー文庫 ISBN 4044601119）
    - パラケルススの魔剣 アトランティスの遺産（下巻の新装版 角川スニーカー文庫 ISBN 4044601127）
- ソード・ワールド シリーズ（共著、富士見ファンタジア文庫）
  - ジェライラの鎧（ソード・ワールド短編集 レプラコーンの涙 ISBN 978-4-82912346-1 収録）
  - ナイトウィンドの影（ソード・ワールド短編集 ナイトウィンドの影 ISBN 978-4-82912378-2 収録）
  - マンドレイクの館（ソード・ワールド短編集 マンドレイクの館 ISBN 978-4-82912400-0 収録）
  - スチャラカ冒険隊、南へ（ソード・ワールド短編集 スチャラカ冒険隊、南へ ISBN 978-4-82912466-6 収録）
  - ゲート・デーモンの仮面（ソード・ワールド短編集 ゲート・デーモンの仮面 ISBN 978-4-82912592-2 収録）
  - 死者は弁明せず（ソード・ワールド短編集 死者は弁明せず ISBN 978-4-82912753-7 収録）
  - ゴーレムは証言せず（ソード・ワールド短編集 ゴーレムは証言せず ISBN 978-4-82911303-5 収録）
  - サーラの冒険 シリーズ（ソード・ワールド・ノベル）
    - ヒーローになりたい! 1991年12月 ISBN 4829124199
    - 悪党には負けない! ISBN 482912458X
    - 君を守りたい! ISBN 482912511X
    - 愛を信じたい! ISBN 4829126167
    - 幸せをつかみたい! ISBN 4829117354
    - やっぱりヒーローになりたい! ISBN 4-8291-1837-7
    - 死者の村の少女 ISBN 4829118792
    - 奪うことあたわぬ宝（ソード・ワールド短編集 へっぽこ冒険者とイオドの宝 ISBN 978-4829146132 収録）

  - ソード・ワールドRPGアドベンチャー（富士見ドラゴンブック）
    - ベルダイン熱狂! ISBN 4829142847
    - アルバトロス追撃! ISBN 4829143037
    - タイデル騒乱! ISBN 4829143150
    - プロミジー急転! ISBN 4829143258
    - ナイトブレイカーズ爆発! ISBN 4829143339

  - ソード・ワールドRPGシアター（富士見ドラゴンブック）
    - 帰ってきたドラゴン ISBN 4829143460
    - 熱血爆風!プリンセス ISBN 4829143509
    - 鏡の国の戦争 ISBN 4829143517
- 妖魔夜行 シリーズ（共著）
  - 妖魔夜行（角川スニーカー文庫）
    - 長編
      - 悪夢ふたたび…… ISBN 978-4-04415202-4
      - 戦慄のミレニアム（上・下） 上：ISBN 978-4-04415215-4 下：ISBN 978-4-04415216-1

    - 連作短編
      - 私は十代の蜘蛛女だった ISBN 978-4-04415209-3

    - 短編
      - 真夜中の翼（真夜中の翼 ISBN 978-4044152017 収録）
      - さようなら、地獄博士（真紅の闇 ISBN 978-4-044152031 収録）
      - 悪魔がささやく（悪魔がささやく ISBN 978-4-04415204-8 収録）
      - 影の国の鈴音（鳩は夜に飛ぶ ISBN 978-4-04415205-5 収録）
      - 魔獣めざめる（魔獣めざめる ISBN 978-4-04415206-2 収録）
      - 密林の王者（妖魔百物語 妖の巻 角川スニーカー・G文庫 ISBN 978-4-04461436-2 収録）
      - 死の壁の向こう側（妖魔百物語 妖の巻 角川スニーカー・G文庫 ISBN 978-404461436-2 収録）
      - 暗き激怒の炎（暗き激怒の炎 ISBN 978-4-04415210-9 収録）
      - 悪意の連鎖（しかばね綺譚 ISBN 978-4-04415211-6 収録）
      - まぼろし模型（まぼろし模型 角川mini文庫 ISBN 978-4-04700263-0、妖魔夜行 幻の巻 角川スニーカー文庫 ISBN 978-4-04415221-5 収録）
      - 穢された翼	（穢された翼 ISBN 978-4044152130 収録）

  - 百鬼夜翔（角川スニーカー文庫）
    - 水色の髪のチャイカ（水色の髪のチャイカ ISBN 978-4-04415222-2 収録）
    - 茜色の空の記憶（暁に散る翼 ISBN 978-4-04415226-0 収録）

  - 妖魔夜行（新シリーズ、角川スニーカー文庫）
    - 闇への第一歩 ISBN 978-4-04460117-1
- 勇者のいない星（『マップス・シェアードワールド2―天翔る船―』 GA文庫 ISBN 9784797352719 収録）
- 滅亡の星、来たる―ダイノコンチネント （シェアード・ワールド・ノベルズ 徳間デュアル文庫） ISBN 9784199051951

### リプレイ
- ソード・ワールドRPGリプレイ第1部（グループSNEとの共著、富士見ドラゴンブック）
  - 盗賊たちの狂詩曲（ラプソディ） 1989年12月 ISBN 4829142383（ISBN 4829144769）
  - モンスターたちの交響曲（シンフォニー） 1990年12月 ISBN 482914243X（ISBN 4829144815）
  - 終わりなき即興曲（トッカータ） 1991年9月 ISBN 4829142502（ISBN 4829144823）
- ソード・ワールドRPGリプレイ第2部
  - 魔境の支配者 ISBN 4829142553
  - 南海の勝利者 ISBN 4829142669
- アドバンスト・ファイティング・ファンタジーリプレイ タイタンふたたび 1991年12月 ISBN 4390112341
- ガープス妖魔夜行リプレイ 東京クライシス 角川スニーカー・G文庫 ISBN 4044614342
- 絶対危険チルドレン（ソード・ワールドRPGリプレイ・アンソロジー2 賽子の国の魔法戦士 ISBN 4829144904 収録）

### ゲームブック
- 剣と魔法と竜の国（辰巳出版、1986年8月）
- アドベンチャーゲームブック モンスターの逆襲（現代教養文庫、1988年4月 ISBN 4390112406）
- アドベンチャーゲームブック 四人のキング（現代教養文庫、1991年11月 ISBN 4390112368）
- 超時間の檻（アンソロジー「超時間の闇 (The Cthulhu Mythos Files)」に収録）（創土社、2013年11月、ISBN 978-4798830100）

### エッセイ、ノンフィクション等
「山本弘」名義のもの。他に著者「と学会」「ASIOS」名義の本にも、執筆多数。
- トンデモノストラダムス本の世界 洋泉社 1998年7月 ISBN 4896913264 （宝島社文庫 1999年6月 ISBN 4796615253）
- トンデモ大予言の後始末 洋泉社 2000年6月 ISBN 4896914694
- 山本弘のハマリもの 洋泉社 2002年1月 ISBN 4896916034
- こんなにヘンだぞ!『空想科学読本』 太田出版 2002年5月 ISBN 4872336593
- 山本弘のトワイライトTV 洋泉社 2004年2月 ISBN 4896917952
- トンデモ本? 違う、SFだ! 洋泉社 2004年7月 ISBN 4896918320
- トンデモUFO入門（皆神龍太郎・志水一夫と共著） 洋泉社 2005年8月 ISBN 4896919459
- 人類の月面着陸はあったんだ論―と学会レポート（植木不等式・江藤巌・志水一夫・皆神龍太郎と共著） 楽工社 2005年12月 ISBN 4903063011
- トンデモ本? 違う、SFだ! RETURNS 洋泉社 2006年3月 ISBN 4862480098
- 超能力番組を10倍楽しむ本 楽工社 2007年3月 ISBN 4903063089
- 宇宙はくりまんじゅうで滅びるか? 河出書房新社 2007年7月 ISBN 9784309018294
- “環境問題のウソ”のウソ 楽工社 2008年1月 ISBN 9784903063164
- ニセ科学を10倍楽しむ本 楽工社 2010年3月 ISBN 978-4903063416（ちくま文庫 2015年4月8日 ISBN 978-448043253-7）
- 14歳からのリスク学 楽工社 2015年2月 ISBN 978-4903063713
- ハヤカワ文庫SF総解説2000 早川書房編集部編 早川書房 2015年11月 ISBN 978-4152095787
- 世にも不思議な怪奇ドラマの世界 洋泉社 2017年4月 ISBN 9784800312211
- あなたの知らない「レトロ特撮」の素晴らしき世界 洋泉社 2017年10月 ISBN 9784800313355
- 創作講座 料理を作るように小説を書こう 東京創元社 2021年4月 ISBN 9784488028350

### 漫画原作
- RPGなんてこわくない!（作画-こいでたく） ISBN 4938461684
- 直撃!人類滅亡超真相（作画-寺嶋としお） ISBN 4253058981
- 魔境のシャナナ（作画-玉越博幸） 『週刊コミックバンチ』2009年19号から2010年19号まで連載
  - 第1巻 ISBN 9784107714923
  - 第2巻 ISBN 9784107715173
  - 第3巻 ISBN 9784107715449
  - 第4巻 ISBN 9784107715647

### 解説
- 人生を決めた古典的名著（マーティン・ガードナー 『奇妙な論理Ⅰ―だまされやすさの研究』解説 ISBN 4150502722）
- 萌えて燃えるハードSF（野尻抱介『ベクフットの虜』解説 ISBN 4150307717）
- ケイロン人社会と「囚人のジレンマ」問題（ジェイムズ・P・ホーガン『断絶への航海』解説 ISBN 4150115044）
- 解説──これは戦いの物語です（有川浩『レインツリーの国』解説 ISBN 4101276315）
- 偉大なSFの巨人（小松左京『すぺるむ・さぴえんすの冒険 小松左京コレクション』解説 ISBN 4834024776）
- 本当のSFマンガ（藤子・F・不二雄『藤子・F・不二雄大全集 21エモン』1巻解説 ISBN 978-4091434371）

### その他
- クトゥルフ・ハンドブック ホビージャパン、1988年10月 ISBN 4938461463
- 元気全開! 〜スーパー少年少女RPG〜（『TRPGスーパーセッション大饗宴』 ISBN 4757708688）
- デストロイ オール ヒューマンズ!（日本版監修）
- 火星ノンストップ ヴィンテージSFセレクション―胸躍る冒険篇 早川書房、2005年7月（アンソロジー編集） ISBN 978-4152086518